# Тракайский диалект караимского языка
Тракайский диалект караимского языка — один из диалектов караимского языка, на котором говорят караимы, живущие в Литве. Является наиболее распространённым среди всех караимских диалектов.

## История
Караимы приехали в Тракай в конце XIV века. Согласно караимской традиции, несколько сот караимских и татарских семей туда пригласил великий князь литовский Витовт после похода в Крым. Оттуда позднее караимы расселились по другим городам Литвы, Волыни и Подолии.
Однако, существуют и другие версии их происхождения на основе лингвистического анализа, например, из Золотой Орды, где был распространен язык, близкий к языку литовских и галицких караимов. Не исключается и переселение нескольких волн в разное время.
Численность литовских караимов неуклонно сокращалась в советский период. По данным переписи Литвы (2001 год) караимов насчитывалось 273 человека, из которых родным языком назвали:
- литовский — 97 чел. (35,5%);
- русский — 46 чел. (16,8 %);
- польский — 2 чел.;
- украинский — 1 чел.;
- другой — 118 чел. (43,2%), по всей видимости, караимский;
- не указали язык — 9 чел.

По данным последней переписи населения Литвы (2011 год) в ней живет 241 караим.
В Польше в 1997 г. 17 чел. могло говорить и 11 чел. говорить и писать на караимском языке, В Литве 69 чел. говорить и 28 чел. говорить и писать.

## Лексика и особенности
Тракайский диалект впитал в себя некоторые черты окружающих его языков: его ярко выраженные особенности произношения, лексика и грамматическая структура сближают его с литовским, польским и русским языками. Не очень хорошо изученным остаётся влияние идиша на этот диалект. В этом диалекте, как и в галичском и крымском, присутствует гармония гласных и согласных звуков.

## Фонология

### Согласные
Согласными фонемами в тракайском диалекте являются: /b/, /p/, /d/, /t/, /g/, /k/, /v/, /f/, /z/, /s/, /ž/, /š/, /j/, /γ/, /χ/, /dz/, /c/, /dž/, /č/, /m/, /n/, /ł/, /r/. Кроме того, некоторые согласные имеют палатализованные варианты, например: [d'], [t'], [g'], [k'], [ź], [ś], [ć], [m'], [ń], [l]. Как и в галичском диалекте, в тракайском звуки /q/ и /ğ/ отсутствуют.

### Гласные
Передние гласные /ö/ и /ü/ появляются только в начале слова.

## Морфология
В тракайском диалекте есть семь падежей: именительный, родительный, винительный, дательный, местный, абляционный и инструментальный. Суффиксами единственного и множественного числа являются -lar ~ -ľer . Ниже приведена таблица суффиксов: 

ед.ч мн.ч 

el — Eller им.п 

el·ńiń — el·ler·ńiń род.п 

el·g’a — el·ler·g’a вин.п 

el·ńi — el·ler·ńi дат.п 

el·d’ań — el·ler·d’ań мес.п 

el·da — el·da абл.п 

el·b’a — el·ler·b’a инс.п

## Числительные
Единицы: bir, eki, üč, diort', b’eš, ałty, jedi, segiź, toγuz. Десятки: on, igirme, otuz, kyrχ, enli, ałtymyš, jetmiš, s’eks’ań, toχsan. Числа более высоких разрядов: juź «сто», miń «тысяча» и t’um’ań «десять тысяч».

## Сравнение тракайского диалекта с галичским
Тракайский диалект принято сравнивать с галичским диалектом, который распространён в Галиции. Отличия: 

в фонетике — соответствия ö/э, ÿ/и, ‘ä/е, ш/с, ж/з, ч/ц, дж/дз, эй/ай, нъл/лл, й/н(<нъ), в ауслауте х/к(<къ): öп‑/эп‑ «целовать», кельгяньляр/кельгенлер «они пришли», баш/бас «голова», тережя/терезе «окно», ач/ац «голодный», джан/дзан «душа», бармах/бармак «палец», булэй/булай «так», энъли/элли «пятьдесят», майа/манъа «мне»; соответствие т’/к перед и, е: тис/кис «зуб», келди/келги «он пришел»;
в морфологии — разную форму имеют аффиксы сказуемости и принадлежности: ‑мын, ‑мин / ‑мен, ‑м; ‑сын, ‑син / ‑сен, ‑с; ‑й / ‑н; ‑йыз, ‑йиз, ‑йуз, ‑йÿз / ‑ныз, ‑низ, ‑нуз, ‑нÿз; в обоих диалектах употребляется причастие на ‑адогъон: барадогъон «идущий туда»;
синтаксис деформирован под воздействием славянских языков.
в лексике — еврейские заимствования, масса славянизмов, некоторое количество арабо-персизмов.